# Miðfjörður

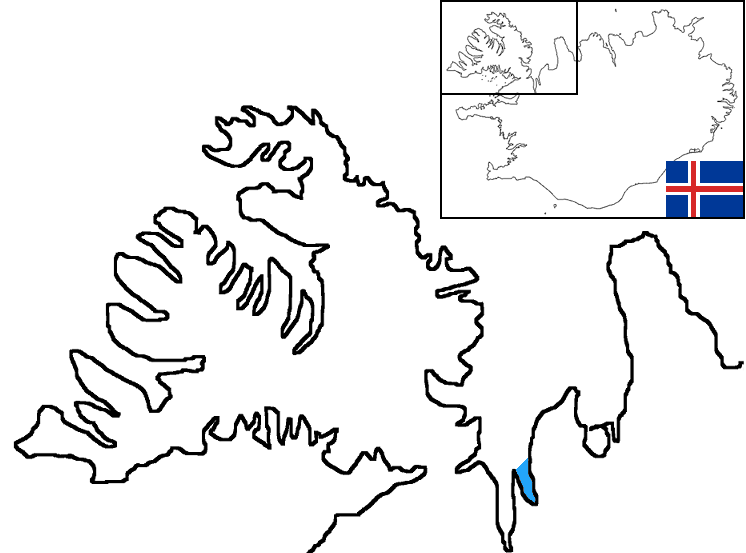
Locatie van de Miðfjörður in IJsland

De Miðfjörður is een kleine fjord in de regio Norðurland vestra in het noordwesten van IJsland.
De fjord is met zijn 14 kilometer lengte en 4 kilometer breedte veel kleiner dan de iets westelijker gelegen Hrútafjörður en ligt tussen de schiereilanden Heggstaðanes en Vatnsnes ingeklemd. De grootste plaats aan de fjord is het vissersplaatsje Hvammstangi, gelegen op Vatnsnes aan de oostzijde van de fjord. De Miðfjörður mondt uit in de baai Húnaflói.
In de fjord mondt de bij zalmvissers populaire rivier de Miðfjarðará uit. Deze ontspringt noordelijk van de hoogvlakte Arnarvatnsheiði, ten westen van de gletsjer Langjökull. Het dorpje Laugarbakki ligt 1 km ten zuiden van de fjord aan de Hringvegur (ringweg), die in een grote cirkel over heel IJsland loopt.

## Andere fjord met dezelfde naam
Op IJsland komt nog een andere fjord voor die Miðfjörður heet. Ongeveer halverwege Langanes en het kleine plaatsje Bakkafjörður ligt deze kleine fjord, die deel van de grote Bakkafloí uitmaakt.